# Bartel Leendert van der Waerden
Bartel Leendert van der Waerden (Amszterdam, 1903. február 2. – Zürich, 1996. január 12.) holland matematikus, a Van der Waerden-tétel névadója.

## Tanulmányai
Az Amszterdami Egyetemen és a Göttingeni Egyetemen tanult matematikát 1919 és 1926 között. 1926-ban szerezte meg a PhD-fokozatát algebrai topológiából. Témája: De algebraiese grondslagen der meetkunde van het aantal. Témavezetője Hendrick de Vries volt.

## Munkássága
1930-ban publikálta egyik legnagyobb alkotását: az Algebra című kétkötetes könyvét, mely az absztrakt algebra területén mérföldkő volt. 1931-ben a Lipcsei Egyetem professzora lett. A Harmadik birodalomban nehézzé vált az élete, mert külföldi volt. 1948 és 1951 között Hollandiában tanított, majd élete hátralévő részét Zürichben töltötte, ahol több mint 40 PhD-hallgatója volt. Alkotott még az analízis, kombinatorika, algebrai geometria, topológia, számelmélet, kvantummechanika stb. területén.